# صوت (موسيقى)

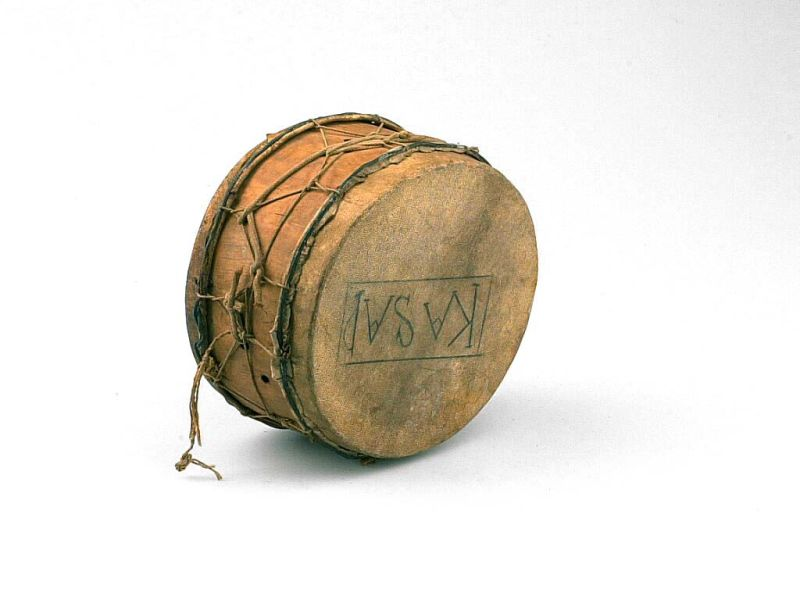

الصوت هو قالب غنائي خليجي، ازدهر تحديدًا في الكويت والبحرين. في منتصف القرن التاسع عشر، اشتهر عبد الله الفرج، وهو موسيقي وشاعر كويتي، بهذا الفن والذي تشير بعض المصادر بأنه هو واضع فن الصوت، مثل كتاب «الأغاني الكويتية» ليوسف دوخي؛ في حين تشير مصادر أخرى إلى أن تاريخ فن الصوت يسبق ظهور عبد الله الفرج، وأن له علاقة بغناء الصوت الذي كان سائدًا في العصر العباسي، كما أشار أحمد علي في كتاب «الموسيقى والغناء في الكويت». وأما مبارك العماري في كتابه «محمد بن فارس: أشهر من غنى الصوت في الخليج»، فيشير إلى أن الصوت وصل إلى البحرين من الكويت في عام 1766م.

## أداء فن الصوت
الصوت هو غناء رجالي، ويتم أداءه من قبل مطرب فردي بمصاحبة عدد من العازفين الفرديين مثل عازف الكمان والقانون. ويتم أداء الصوت على أوزان محدده تسمى صوت عربي؛ ست نبضات، وصوت شامي؛ أربع نبضات، وصوت خيالي؛ إثنى عشر نبضة، وقديماً كان يوجد الختام أو الختم؛ ثلاث نبضات، وقدم أداء هذه الأوزان على المرواس وهو طبل صغير يتم حمله بيد والضرب عليه باليد الأخرى، وذلك بإسلوب لا يشبه ما هو سائد في الضرب على الطبول العربية. ويشتمل غناء الصوت رقص خاص يسمى الزفان، ويشترط وجود اثنين من الراقصين، الأول يسمى «زافون» أو «زفّان» والآخر «ريس». كذلك يحتوى الصوت على نوع خاص من التصفيق يدعى الشربكة، بمعنى متشابك، ويؤديه عادة الحضور على أوزان الصوت العربي والشامي فقط. وأما الشعر المستخدم في الصوت فهو عادة ما يكون من الشعر العربي الفصيح الكلاسيكي، أو الشعر الحميني وهو شبيه بالموشح ولكن بأوزان خاصة بشعراء اليمن القدامى وبألفاظهم المحلية. تنتهي أغلب الأصوات العربية والشامية بقطعة تسمى توشيح أو توشيحة، وهي بداية نهاية الصوت، وقد تكون مغناه أو موسيقية فقط، وتحتوي التوشيحة أيضًا على تقاسيم مرتجلة والبعض يختمها بلحن محدد لإنهاء الصوت.

## من مشاهير غناء الصوت في الخليج
اركي (ت. ؟؟), محمد بن سمحان (1960) عبد اللطيف الكويتي (1975), محمود الكويتي (1982), الأخوين داود (1976) وصالح عزرا الكويتي (1986), صالح بن عبد الرزاق الكويتي (1975), عبد الله فضاله (1967), سعود الراشد (1988), عوض دوخي (1979), حمد خليفة، إبراهيم الخشرم، مبارك الحجي، راشد الحملي، أحمد سالمين، سلمان العماري، صلاح حمد خليفة، صالح الجريد، يوسف الجدة.
البحرين: صقر بن علي (؟؟), عبد اللطيف بن فارس (1965), محمد بن فارس (1947), ضاحي بن اوليد (1941), إدريس خيري (.؟؟), محمد زويد (1982), محمد عيسى علاية (.ت 2004), عيسى بورقبة (1983), عبد العزيز بورقبة (؟؟), علي خالد (ت. ؟؟), يوسف فوني (ت. ؟؟) يوسف زويد، راشد زويد.
الخليج العربي: سالم راشد الصوري (سلطنة عمان), علي الهيدوس (قطر), سالم فرج (قطر), خيري إدريس (قطر), جابر جاسم (الإمارات المتحدة), عبد الله بوخوه (المملكة العربية السعودية), عدنان السادة (قطر).
من أشهر ضاربي المرواس (المروسه): عبود الصفار (كويتي - من القرن التاسع عشر), محمد البكر (كويتي - ت. 1953), ملا سعود المخايطة (كويتي – 1971), حمد بوطيبان (كويتي – 1933), عبد الهادي بوطيبان (كويتي – 1950؟), سرور اليوحة (بحريني), سعد بو سيول (بحريني – 1931؟), مبارك سعد (بحريني), جوهر النجدي (بحريني), صقر بن فارس (بحريني), بلال بن فرج (بحريني), ناصر الزايد (كويتي), شارع الرندي (كويتي), راشد السند (بحريني), هلال الذوادي (بحريني), سالم العبد الله (بحريني), سالم خيري (بحريني), محمد الحمد (كويتي), عبد الله سفاح (كويتي), نبيل الجسار (كويتي), عبد الله الدخيل (كويتي), علي عثمان (بحريني), فاضل مقامس (كويتي), البشير الماص «بوبشير» (كويتي), خلف المسعود (كويتي), محمد الساعي (قطري), خالد الجوهر (قطري), عبد الرحمن الخميري (كويتي), علي فضاله (كويتي).